# 阿圖爾·賽斯-英夸特
阿圖爾·賽斯-英夸特（1892年7月22日—1946年10月16日）奥地利纳粹党代表人物，奥地利联邦国末代总理，在其数日任期内完成德奥合并，并担任纳粹德国东部边区（即奥地利）总督。第二次世界大战期间历任德占波兰南部行政长官、副总督、荷蘭總督轄區总督。战后的纽伦堡审判中被判处绞刑。

## 早年
1892年7月22日，赛斯-英夸特出生于奧匈帝國摩拉維亞。1907年，全家移居維也納。在之後，赛斯-英夸特於維也納大學攻讀法律。1914年，第一次世界大战爆發，他加入奥匈帝国軍隊，先後在俄羅斯、羅馬尼亞及意大利服役并负伤。1917年，在其養傷期間，完成學位。
1921年，赛斯-英夸特成为一名律师。在魏玛共和国初期，他与反对奥地利与德国合并的奥地利政党祖国阵线相当亲近，但到1931年，他成为一名亲纳粹分子。
1933年，赛斯-英夸特被推荐进入奥地利总理恩格尔伯特·陶尔斐斯的内阁。1934年7月25日，陶尔斐斯被奥地利纳粹分子谋杀后，库尔特·舒施尼格上台，赛斯-英夸特担任奥地利不管部部长。1937年5月，出任奥地利政府国务顾问。

## 德奧合併
1938年2月12日，希特勒在贝希特斯加登会议上以军事行动相要挟，迫使许士尼格接受赛斯-英夸特入主奥地利保安部和内政部。3月11日，许士尼格以无力抵抗德国入侵为由，辞去总理一职。在向英国、法国、意大利求援无果的情况下，奥地利总统威廉·米克拉斯被迫同意赛斯-英夸特出任总理。隔日，赛斯-英夸特以总理的身份发出电报“请德军穿越德奥边界以维护奥地利社会秩序的稳定”，使德军入侵奥地利的军事行动合法化。 
1938年3月12日，赛斯-英夸特在林茨会见希特勒，表示欢迎德军并拥护德国与奥地利重新合并。3月13日，他签署法律，规定奥地利将成为德国的一部分。同天，赛斯-英夸特正式加入德国纳粹党。
1938年3月15日，奥地利正式并入纳粹德国版图，赛斯-英夸特成为德国东部边疆区总督，并被授予党卫军将军头衔。在他担任德国东部边疆区总督期间，多次与保安警察和党卫军保安勤务处合作，镇压奥地利反纳粹人士，没收犹太人的财产并将其驱逐至东方。1939年5月1日，赛斯-英夸特出任德国不管部部长。 

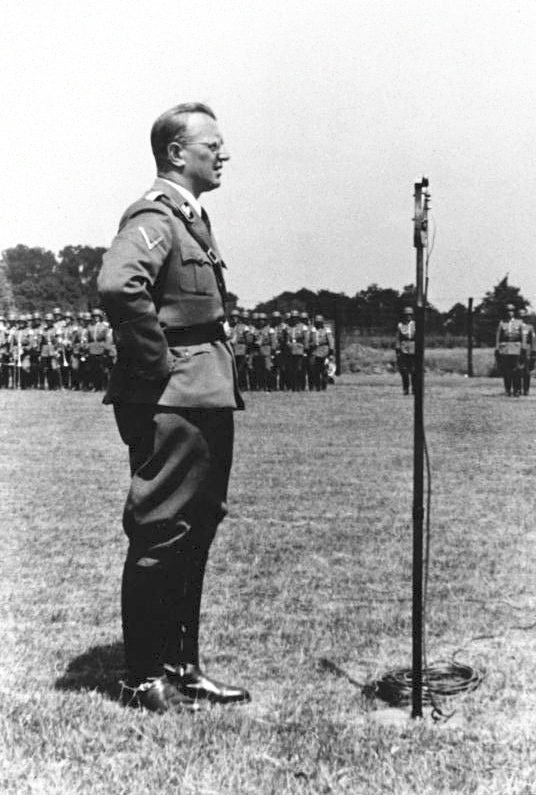
1940年阿图尔·赛斯-英夸特在海牙對警察演講

## 二戰期間
1939年9月，赛斯-英夸特出任德占波兰南部行政长官。10月12日，升任汉斯·法郎克治理下的德占波兰总督辖区的副总督。
1940年5月18日，赛斯-英夸特取代亚历山大·冯·法肯豪森将军成为荷兰总督轄區总督，主管平民事务与增进德国所获利益。到任后，赛斯-英夸特开展了称之为“消灭敌手”的行动，大力扶植荷兰国家社会主义运动并授权该政党创建一个辅警组织，用以取缔其他政党，逮捕荷兰前政府官员。
在担任德占荷兰总督期间，赛斯-英夸特积极与地方党卫军的高级首脑和盖世太保头目合作，迫害反纳粹人士和犹太人，其中荷兰的十四万犹太人中有近十二万人被送往东方的集中营。经济上他实行最大限度利用荷兰经济潜力的政策，掠夺荷兰居民的财富。此外，赛斯-英夸特还从荷兰向纳粹德国派遣了近五十万奴隶劳工。

## 纽倫堡審判

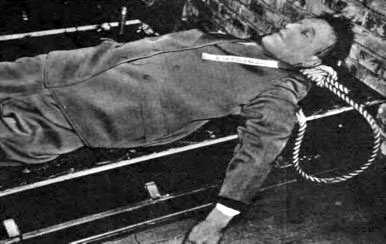
英夸特被處絞刑後的屍體

在第二次世界大战结束后的纽伦堡审判中，赛斯-英夸特作为甲级战犯被指控犯有反和平密谋罪、侵略计划与实行罪、战争罪及反人道罪。经审理，纽伦堡国际军事法庭认定他除反和平密谋罪外，其他三项罪名全部成立，判处绞刑。当赛斯-英夸特听到判决结果后说道：“绞刑…嗯，综观全情，我不期待会有什么不同，无所谓”。
1946年10月16日，赛斯-英夸特作为纳粹德国最後一名甲级战犯登上絞架，他临刑前的最後一句話是：「我希望我的死是二次大戰悲劇中的最後一幕，也希望在大戰中學得教訓，使和平應該存在于人與人之間。我相信德意志！」。